# Casa da Providência
A Casa da Providência de Salvador é uma construção em estilo neogótico datada do século XIX. Foi fundada pela Beneficente Associação das Senhoras de Caridade e funcionava como um colégio para meninas órfãs. Atualmente, abriga a Escola Municipal Casa da Providência.

## História
Casa da Providência de Salvador foi fundada pela Associação das Senhoras de Caridade no dia 14 de outubro de 1855. Teve sua primeira sede na Baixa dos Sapateiros e posteriormente na atual rua Góes Calmon nº 10, bairro da Saúde. O atual prédio foi adquirido em 23 de janeiro de 1865 pelo Cônego Francisco Pereira de Souza, responsável por realizar reformas na fachada do imóvel.
A instituição chegou a ter 60 alunas internas gratuitas, 86 pensionistas e 140 alunas externas, o plano de ensino incluía religião, contabilidade, prendas domésticas e língua francesa.
|  |  |  |